# Lobe den Herren, den mächtigen König der Ehren, BWV 137
Lobe den Herren, den mächtigen König der Ehren (BWV 137) ist eine Kirchen-Kantate von Johann Sebastian Bach. Er komponierte die Choralkantate 1725 in Leipzig für den 12. Sonntag nach Trinitatis und führte sie am 19. August 1725 erstmals auf.

## Geschichte und Worte
Bach komponierte die Choralkantate 1725 in Leipzig für den 12. Sonntag nach Trinitatis in seinem dritten Jahr in Leipzig. Er ergänzte mit ihr seinen zweiten Kantatenzyklus, in dem eine Kantate für diesen Sonntag fehlte.
Die vorgeschriebenen Lesungen für den Sonntag waren 2 Kor 3,4–11 , Paulus über die „Klarheit des Geistes“, und Mk 7,31–37 , die Heilung eines Taubstummen. Der Kantatentext ist das fünfstrophige Lied von Joachim Neander Lobe den Herren, den mächtigen König der Ehren (1680). Das allgemeine Lob- und Danklied bezieht sich nicht unmittelbar auf die Lesungen. Abweichend von fast allen Choralkantaten des zweiten Zyklus behielt Bach die Worte unverändert bei. Dies und die festliche Besetzung mit Trompeten und Pauken lassen John Eliot Gardiner vermuten, dass die Kantate auch im Gottesdienst zur Ratswahl musiziert wurde. Bach benutzte 1729 den Schlusschoral, transponiert nach D-Dur, um die Hochzeitskantate Herr Gott, Beherrscher aller Dinge, BWV 120a, abzuschließen.

## Besetzung und Aufbau
Die Kantate ist festlich besetzt mit vier Solisten, Sopran, Alt, Tenor und Bass, vierstimmigem Chor, drei Trompeten, Pauken, zwei Oboen, zwei Violinen, Viola und Basso continuo.
1. Coro: Lobe den Herren, den mächtigen König der Ehren
2. Aria (Alt): Lobe den Herren, der alles so herrlich regieret,
3. Aria (Sopran, Bass): Lobe den Herren, der künstlich und fein dich bereitet
4. Aria (Tenor): Lobe den Herren, der deinen Stand sichtbar gesegnet
5. Choral: Lobe den Herren, was in mir ist, lobe den Namen!

## Musik
Wie Alfred Dürr und Gardiner beobachten, ist nicht nur der Text, sondern auch die Melodie des Chorals in allen Sätzen gegenwärtig. Die Kantate ist symmetrisch aufgebaut. In den Ecksätzen liegt die Melodie im Sopran, in Satz 2 wird sie vom Alt gesungen, in Satz 4 spielt sie die Trompete als cantus firmus zur Arie. Im zentralen und intimsten Satz, einem Duett von Sopran und Bass, sind die Themenanfänge der Singstimmen und der begleitenden Instrumente von ihrem Beginn abgeleitet. Die Melodie in Barform erreicht nach einem ungewöhnlichen Stollen von fünf Takten am Anfang des Abgesangs ihren Höhepunkt, der von Bach verschiedenartig betont wird.
Im Eingangschor spielen Trompeten, Oboen und Streicher ein Concerto, der Sopran singt den cantus firmus, vorbereitet jeweils durch die Unterstimmen in imitatischem Satz über die instrumentalen Motive. Die Worte „Kommet zu Hauf, Psalter und Harfen, wacht auf“ sind durch homophonen Satz hervorgehoben.
In Satz 2 begleitet eine Violine die verzierte Choralmelodie. Bach übernahm diesen Satz in seine Schübler-Choräle, jedoch auf den adventlichen Text „Kommst du nun, Jesu, vom Himmel herunter auf Erden“.
In großem Kontrast zum C-Dur und G-Dur steht das zentrale Duett in e-Moll, in dem auch die beiden obligaten Oboen duettieren. In ungewöhnlicher Weise erklingt darin der erste vokale Abschnitt weitere drei Male, lediglich die Worte „In wieviel Not“ sind durch chromatischen Abgang ausgedeutet.
Satz 4 steht in a-Moll, doch dazu spielt die Trompete den cantus firmus in C-Dur. Ähnlich bettete Bach später im Schlusschor seines Weihnachtsoratorium den phrygischen Choral in ein Concerto in D-Dur ein. Auch die unabhängige Gesangsstimme zitiert einige Male Abschnitte der Choralmelodie. Die Worte „Denke daran“ sind durch abweichendes Metrum hervorgehoben.
Bach setzte den Schlusschoral prächtig für vier Singstimmen, drei unabhängige Trompetenstimmen und Pauke.

## Einspielungen
- Bach Made in Germany Vol. 1 – Cantatas VII. Günther Ramin, Thomanerchor, Gewandhausorchester, Solisten des Thomanerchores, Helmut Krebs, Franz Kelch, Eterna 1953
- J. S. Bach: Cantatas BWV 137 & BWV 190. Hans Thamm, Windsbacher Knabenchor, Consortium Musicum, Teresa Żylis-Gara, Ingeborg Ruß, Peter Schreier, Franz Crass, EMI 1966
- Les Grandes Cantates de J.S. Bach Vol. 27. Fritz Werner, Heinrich-Schütz-Chor Heilbronn, Pforzheimer Kammerorchester, Ingeborg Reichelt, Barbara Scherler, Friedrich Melzer, Bruce Abel, Erato 1973
- Bach Cantatas Vol. 4 – Sundays after Trinity I. Karl Richter, Münchener Bach-Chor, Münchener Bach-Orchester, Edith Mathis, Julia Hamari, Peter Schreier, Dietrich Fischer-Dieskau. Archiv Produktion, 1977.
- Die Bach Kantate Vol. 10. Helmuth Rilling, Gächinger Kantorei, Bach-Collegium Stuttgart, Arleen Augér, Gabriele Schreckenbach, Adalbert Kraus, Walter Heldwein. Hänssler, 1982.
- Bach Made in Germany Vol. 4 – Cantatas IV. Hans-Joachim Rotzsch, Thomanerchor, Neues Bachisches Collegium Musicum, Arleen Augér, Ortrun Wenkel, Peter Schreier, Theo Adam. Eterna, 1982.
- J. S. Bach: Das Kantatenwerk – Sacred Cantatas Vol. 2. Nikolaus Harnoncourt, Tölzer Knabenchor & Chorus Viennensis, Concentus Musicus Wien, Solist der Tölzer Knabenchor, Paul Esswood, Kurt Equiluz, Albert Hartinger. Teldec, 1983.
- Bach Edition Vol. 19 – Cantatas Vol. 10. Pieter Jan Leusink, Holland Boys Choir, Netherlands Bach Collegium, Marjon Strijk, Sytse Buwalda, Knut Schoch, Bas Ramselaar. Brilliant Classics, 2000.
- Bach Cantatas Vol. 6: Köthen/Frankfurt. John Eliot Gardiner, Monteverdi Choir, English Baroque Soloists, Katharine Fuge, Robin Tyson, Christoph Genz, Peter Harvey. Soli Deo Gloria, 2000.
- J. S. Bach: Complete Cantatas Vol. 18. Ton Koopman, Amsterdam Baroque Orchestra & Choir, Johannette Zomer, Christoph Prégardien, Klaus Mertens. Antoine Marchand, 2002.
- J. S. Bach: Cantatas Vol. 40. Masaaki Suzuki, Bach Collegium Japan, Yukari Nonoshita, Robin Blaze, Makoto Sakurada, Peter Kooij. BIS, 2007.
- Lobe den Herren, den mächtigen König der Ehren. Rudolf Lutz, Chor und Orchester der J. S. Bach-Stiftung, Miriam Feuersinger, Claude Eichenberger, Johannes Kaleschke, Markus Volpert. Martin Johann Stähli (Reflexion). DVD. Gallus-Media, 2010.